# Homoneura adustora
Homoneura adustora är en tvåvingeart som beskrevs av Kim 1994. Homoneura adustora ingår i släktet Homoneura och familjen lövflugor. Inga underarter finns listade i Catalogue of Life.